# Régiment de Beaujolais (régiment de Traisnel)
Pour les articles homonymes, voir Régiment de Beaujolais (homonymie).
Le régiment de Beaujolais est un régiment d’infanterie du royaume de France créé en 1685 et incorporé dans les Grenadiers de France et le régiment de Traisnel.

## Création et différentes dénominations
- 16 juin 1685 : création du régiment de Beaujolais
- 1749 : le bataillon des grenadiers est incorporé dans les Grenadiers de France et le reste dans le régiment de Traisnel.

## Colonels et mestres de camp
- 16 juin 1685 : Jean-Thomas, marquis de Bérulle.
- 23 décembre 1702 : Jacques Le Menestrel de Hauguel [1],[2],[note 1].
- 20 juillet 1704 : Etienne Le Menestrel de Hauguel, dit Marquis de Luteaux, frère du précédent[3],[2],[note 2].
- 20 février 1734 : Jacques-Etienne Bazin, chevalier de Bezons, neveu du précédent (la mère de Jacques-Etienne était née Marie-Marguerite Le Menestrel de Hauguel ; elle était la sœur d'Etienne) [4]
- 9 février 1742 : Jacques-Gabriel Bazin, marquis de Bezons.

## Historique des garnisons, combats et batailles
1747 : Bataille d'Assietta ou son colonel Jacques Gabriel Bazin marquis de Bezons est grièvement blessé

## Drapeau d’Ordonnance

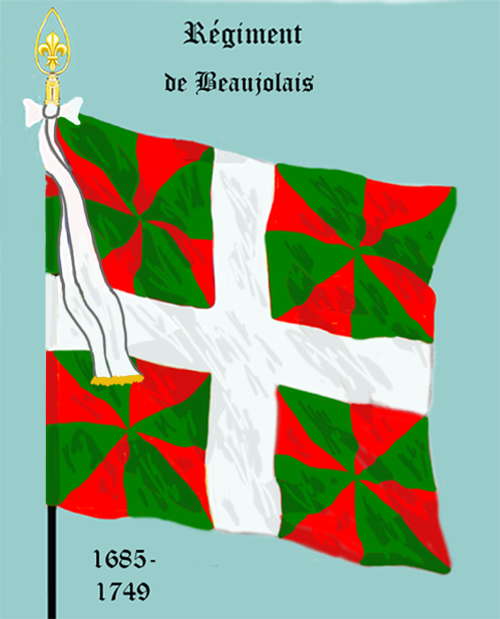
drapeau du régiment de Beaujolais de 1685 à 1749

## Habillement

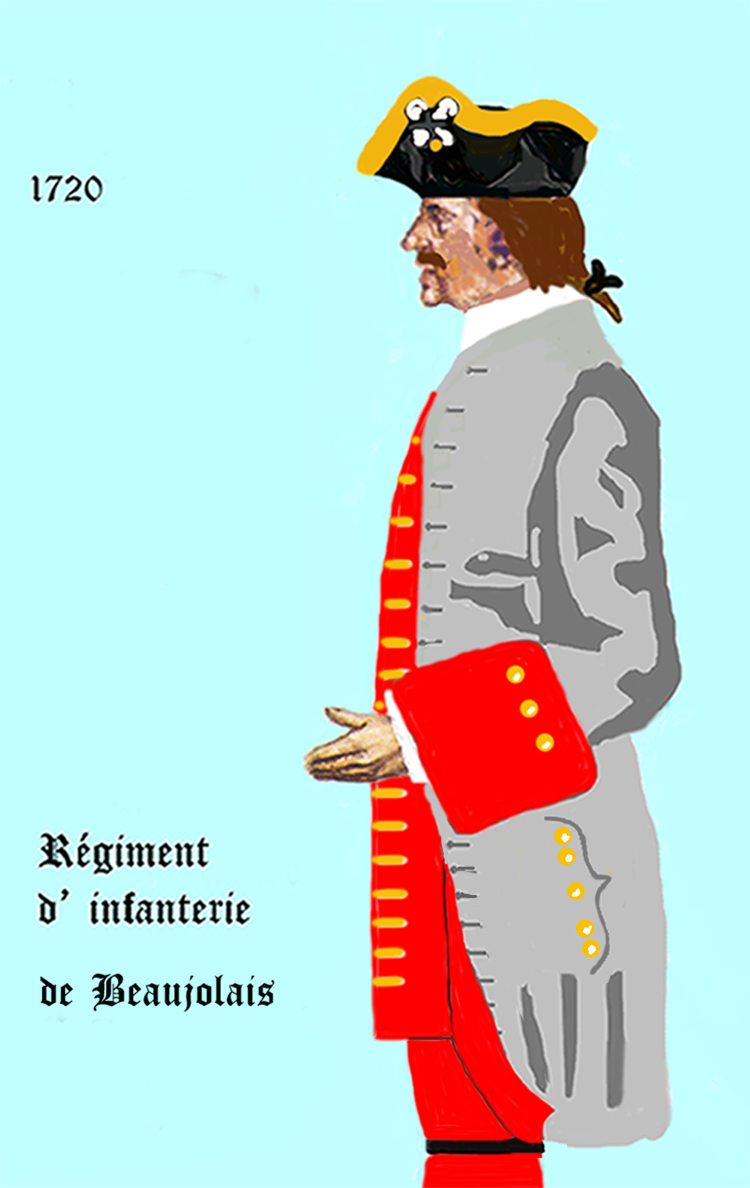
uniforme du régiment de Beaujolais de 1720 à 1734
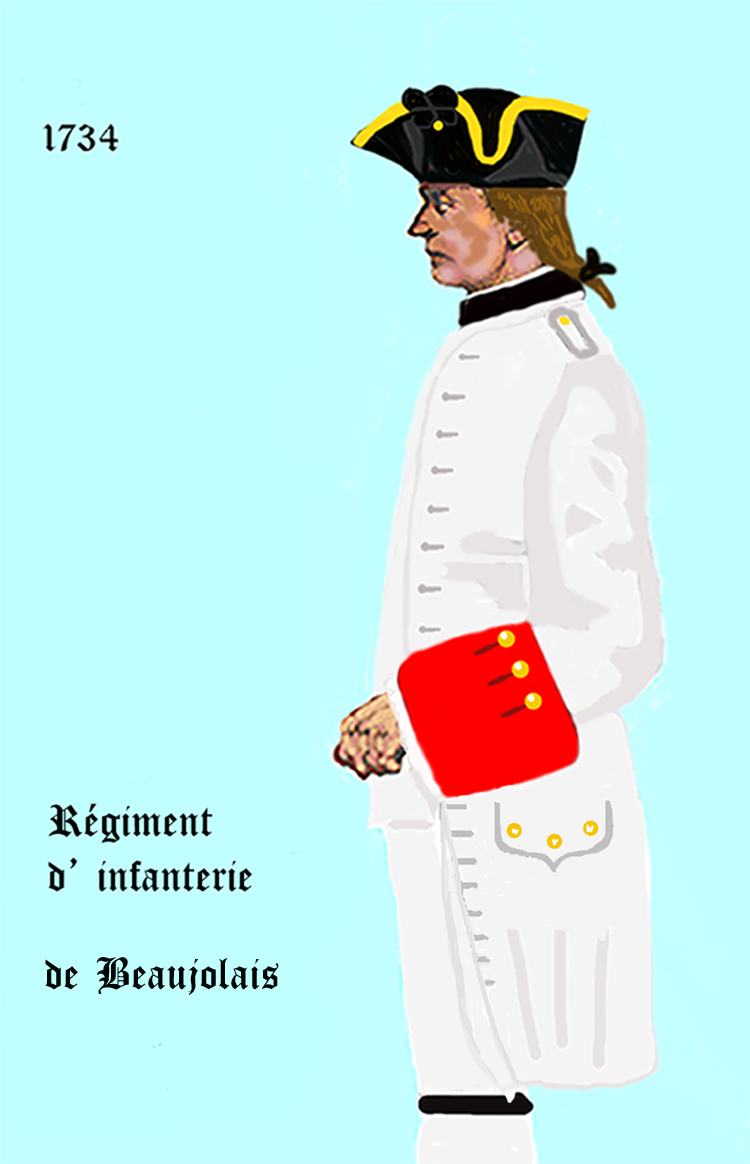
uniforme du régiment de Beaujolais de 1734 à 1740
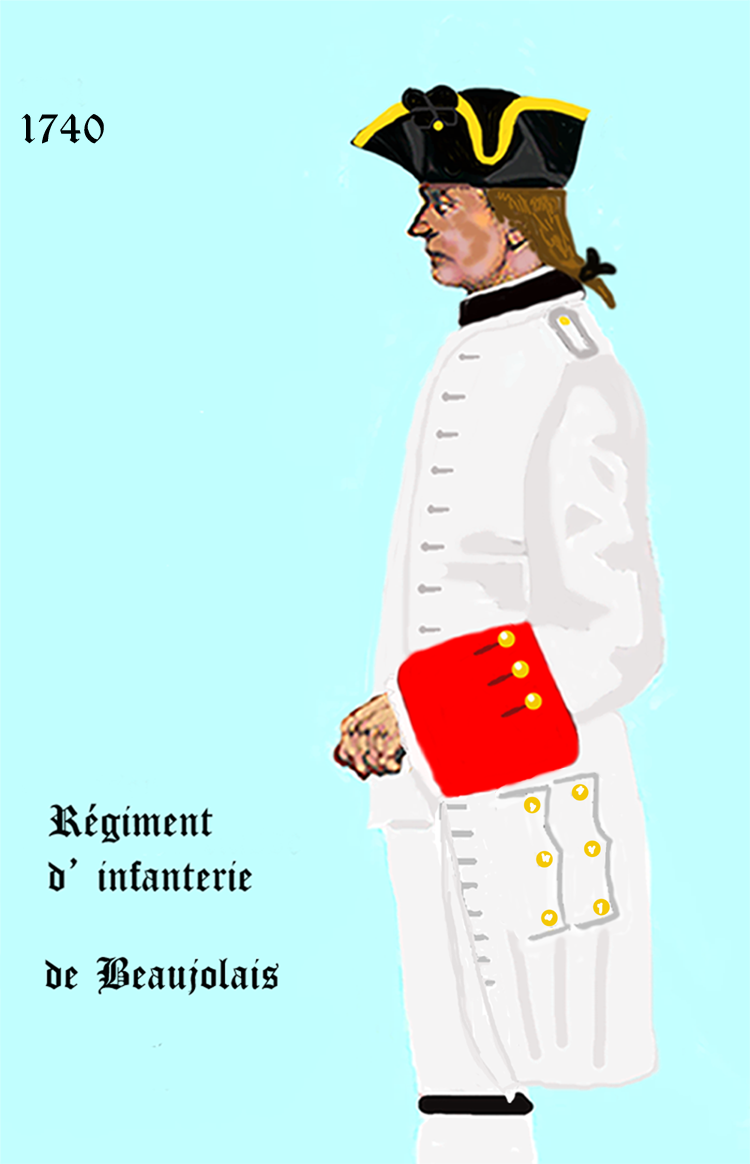
uniforme du régiment de Beaujolais de 1740 à 1749